# Fredrik Bergström
Fredrik Bergström (Onsala, 9 de julho de 1990) é um velejador sueco, medalhista olímpico.

## Carreira
Bergström participou dos Jogos Olímpicos de Verão de 2020 em Tóquio, onde participou da classe 470, conquistando a medalha de prata ao lado de Anton Dahlberg após finalizar a série de treze regatas com 45 pontos.